# 세라 헤이든
세라 헤이든(Sara Haden, 1899년 11월 17일 ~ 1981년 9월 15일)은 미국의 연극 배우, 영화배우, 텔레비전 배우이다.

## 영화
- 크리스마스 소원 (1950년)
- 라이프 오브 허 원 (1950년)
- 레이첼과 이방인 (1948년)
- 비숍스와이프 (1947년)
- 쉬-울프 오브 런던 (1946년)
- 러브 래프 앳 앤디 하디 (1946년)
- 쉬 우든트 세이 예스 (1945년) - 로라 피츠 역
- 브로드웨이 리듬 (1944년)
- 싸우잰드 치어 (1943년)
- 베스트 풋 포워드 (1943년)
- 여성의 해 (1942년)
- 러브 크레이지 (1941년)
- 라이프 비긴즈 포 앤디 하디 (1941년)
- 앤디 하디의 개인비서 (1941년)
- 훌라벌루 (1940년)
- 앤디 하디 미츠 드뷰탄트 (1940년)
- 붐 타운 (1940년)
- 모퉁이 가게 (1940년)
- 캡틴 재뉴어리 (1936년)
- 푸어 리틀 리치 걸 (1936년)
- 매드 러브 (1935년)
- 웨이 다운 이스트 (1935년)
- 화이트 퍼레이드 (1934년)